# ویکتور شکلوفسکی
ویکتور بوریسویچ شکلوفسکی (زاده ۲۴ ژانویه ۱۸۹۳ سن پترزبورگ - درگذشته ۶ دسامبر ۱۹۸۴ مسکو) نویسنده، منتقد روس و یکی از چهره‌های شاخص مکتب فرمالیسم روسی است. شکلوفسکی می‌خواست به این پرسش پاسخ دهد که چه چیز باعث شاعرانه بودن شعر می‌شود. نظریه مهم شکلوفسکی، نظریه آشنایی‌زدایی است. ویکتور شکلوفسکی، رومن یاکوبسن و رنه ولک از مشهورترین و تأثیرگذارترین کسانی بودند که با آثار خود مکتب شکل‌گرایی را رونق بخشیدند. ویکتور شکلوفسکی در سال ۱۹۱۷ مقاله‌ای تحت عنوان هنر یعنی صنعت یا «هنر یعنی تکنیک» منتشر کرد که برخی آن را بیانیه فرمالیسم خوانده‌اند. وی در این مقاله می‌گوید که کار اصلی هنر ایجاد تغییر شکل در واقعیت است (آشنایی زدایی)